# Manzaneros de Cuauhtémoc (baloncesto)
Los Manzaneros de Cuauhtémoc es un equipo profesional militante en la Liga de Básquetbol Estatal de Chihuahua.

## Estadio
Actualmente juegan en el Poliforo Cuauhtémoc.

## Jugadores

### Roster actual
Actualizado al 18 de febrero de 2022.
"Temporada 2022"
| Manzaneros de Cuauhtémoc Roster 2022 |    |                           |                                 |
| C U E R P O T É C N I C O            |    |                           |                                 |
| Entrenador                           |    | Bandera de México         | Oswaldo Israel Zermeño Cisneros |
| J U G A D O R E S                    |    |                           |                                 |
| Ala-pívot                            | 2  | Bandera de Estados Unidos | Enrico Dean Nuño                |
| Pívot                                | 5  | Bandera de México         | Joaquín Villanueva Lozano       |
| Escolta                              | 6  | Bandera de México         | Emilio Ignacio Barrera          |
| Alero                                | 9  | Bandera de México         | Jesús Alberto González Martínez |
| Ala-pívot                            | 12 | Bandera de México         | Miguel Antonio Martínez Penner  |
| Escolta                              | 17 | Bandera de Estados Unidos | Andrew J. Bournes               |
| Pívot                                | 22 | Bandera de México         | Uriel Antonio Velis Amador      |
| Pívot                                | 23 | Bandera de México         | Gerardo Chávez Estrada          |
| Base                                 | 24 | Bandera de México         | Iván de Jesús Bernal Ávila      |
| Alero                                | 25 | Bandera de México         | Juan Luis Ramírez Herrera       |
| Escolta                              | 32 | Bandera de Estados Unidos | Tomas Davin Nuño                |
| Pívot                                | 35 | Bandera de México         | Ramón Esteban García Barreno    |
| = Capitán                            |    |                           |                                 |

 =  Cuenta con nacionalidad mexicana. 